# منتخب كوستاريكا لكرة القدم الشاطئية
منتخب كوستاريكا لكرة القدم الشاطئية ، هي منتخب وطني لكرة القدم الشاطئية في كوستاريكا ، أسسها الاتحاد الكوستاريكا لكرة القدم ، شاركت في كأس العالم لكرة القدم الشائطية مرة واحدة عام 2009 واحتل المرتبة الخامسة عشرة.

## مصدر
1. ↑  FIFA Beach Soccer World Cup Portugal 2015™ - Costa Rica - FIFA.com نسخة محفوظة 03 مارس 2016 على موقع واي باك مشين.